# Список номинантов на премию «Большая книга» 2006 года
Список номинантов на премию «Большая книга», попавших в длинный список (лонг-лист) премии «Большая книга» в первом сезоне 2005—2006 года. Всего на премию было направлено 867 произведений (книг и рукописей). Совет экспертов выбрал 71 произведение — длинный список опубликован 26 апреля 2006 года. Короткий список — список финалистов (шорт-лист), в который вошли 15 произведений, опубликован 30 мая 2006 года. Победители объявлены 22 ноября 2006 года.
Список представлен в следующем виде — Победители, Список финалистов (кроме Победителей), Длинный список (кроме Победителей и Списка финалистов). Для каждого номинанта указано название произведения, а для рукописей — их авторы (по возможности).

## Победители
1. Дмитрий Быков — биография «Борис Пастернак» — Первое место, Приз читательских симпатий (третье место)
2. Александр Кабаков — роман «Всё поправимо» — Второе место
3. Михаил Шишкин — роман «Венерин волос» — Третье место
4. Наум Коржавин — мемуары «В соблазнах кровавой эпохи» — Специальный приз «За вклад в литературу»

## Список финалистов
1. Алексей Иванов — «Золото бунта» — Приз читательских симпатий (первое место)
2. Людмила Улицкая — «Люди нашего царя» (сборник рассказов) — Приз читательских симпатий (второе место)
3. Юрий Волков — «Эдип царь»
4. Андрей Волос — «Аниматор»
5. Александр Иличевский — «Ай-Петри»
6. Александр Кабаков — «Московские сказки»
7. Максим Кантор — «Учебник рисования»
8. Анатолий Королёв — «Быть Босхом»
9. Марина Палей — «Клеменс»
10. Ольга Славникова — «2017»
11. Далия Трускиновская — «Шайтан-звезда»

## Длинный список
1. Василий Аксёнов — «Москва-ква-ква»
2. Владимир Алейников — «Голос и свет»
3. Пётр Алешковский — «Рыба»
4. Лев Аннинский — «Жизнь Иванова»
5. Елена Арманд — «О Господи, Боже мой!»
6. Дмитрий Бавильский — «Ангелы на первом месте»
7. Бибиш (писательница) — «Танцовщица из Хивы»
8. Анатолий Бузулукский — «Исчезновение»
9. Дмитрий Быков — «Эвакуатор»
10. Борис Васильев — «Отрицание отрицания»
11. Валентин Воробьёв — «Враг народа»
12. Борис Гайдук — «Миллениум Сидоров»
13. Александр Давыдов — «Три шага к себе»
14. Борис Евсеев — «Романчик»
15. Сергей Есин — «Марбург»
16. Юрий Козлов — «Закрытая таблица»
17. Альфред Кох, Игорь Свинаренко — «Ящик водки»
18. Павел Крусанов — «Американская дырка»
19. Анатолий Курчаткин — «Солнце сияло»
20. Владимир Липовецкий — «Ковчег детей»
21. Инна Лиснянская — «Хвастунья»
22. Юрий Мамлеев — «Другой»
23. Владимир Микушевич — «Воскресение в Третьем Риме»
24. Борис Минаев — «Гений дзюдо»
25. Анатолий Найман — «Каблуков»
26. Дмитрий Новиков — «Вожделение»
27. Ольга Новикова — «Три товарища, Агаша, старик»
28. Захар Оскотский — «Последняя башня Трои»
29. Юрий Поляков — «Грибной царь»
30. Дмитрий Пригов — «Ренат и дракон»
31. Анатолий Приставкин — «Вагончик мой дальний»
32. Александр Проханов — «Надпись»
33. Вячеслав Репин — «Антигония»
34. Алексей Слаповский — «Оно»
35. Роман Солнцев — «Золотое дно»
36. Сергей Соловьёв — «Аморт»
37. Дмитрий Стахов — «Рецепт»
38. Игорь Тарасевич — «Пилот и Матрёна»
39. Марина Тарковская — «Осколки зеркала»
40. Ольга Трифонова — «Сны накануне»
41. Фёдор Устюжанин — «Безвестные строители»
42. Михаил Холмогоров — «Жилец»
43. Алан Черчесов — «Вилла Бель-Летра»
44. Елена Чудинова — «Мечеть Парижской Богоматери»
45. Галина Щербакова — «Метка Лилит»
46. Рукопись № 0146 — Глеб Соколов — «Вихрь преисподней»
47. Рукопись № 0163 — Светлана Шенбрунн — «Пилюли счастья»
48. Рукопись № 0181 — Роман Парисов — «Стулик»
49. Рукопись № 0320 — «Враги»
50. Рукопись № 0322 — Борис Евсеев — «Площадь революции»
51. Рукопись № 0350 — Александр Рекемчук — «Мамонты»
52. Рукопись № 0464 — Вячеслав Куприянов — «Синий халат Вселенной»
53. Рукопись № 0505 — Валерий Клячин — «Капканы Софии»
54. Рукопись № 0596 — Олег Чилап — «Восемь рук, чтобы обнять тебя»
55. Рукопись № 0667 — Владимир Беккер — «Двадцать первый век»
56. Рукопись № 0691 — Дмитрий Липскеров — «Леонид обязательно умрёт»